# والری ورونین

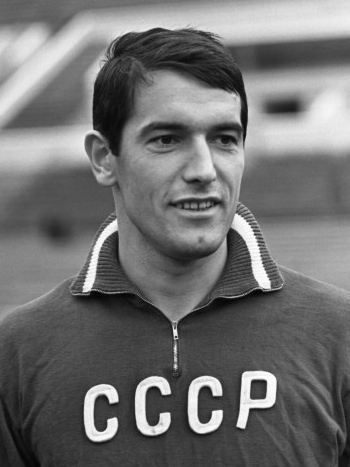
والری ورونین در سال ۱۹۶۶

والری ورونین (روسی: Валерий Иванович Воронин؛ ۱۷ ژوئیهٔ ۱۹۳۹ – ۱۹ مهٔ ۱۹۸۴) بازیکن فوتبال اهل اتحاد جماهیر شوروی سوسیالیستی بود.
از باشگاه‌هایی که در آن بازی کرده‌است می‌توان به باشگاه فوتبال تورپدو مسکو اشاره کرد.
وی همچنین در تیم ملی فوتبال شوروی بازی کرده‌است.